# Lovitura de stat din Myanmar din 2021
Lovitura de stat din Myanmar din 2021 a început în dimineața zilei de 1 februarie, când consilierul de stat ales democratic Aung San Suu Kyi, președintele Win Myint și alți lideri ai partidului de guvernământ au fost arestați și reținuți de Tatmadaw, armata Myanmarului. Câteva ore mai târziu, armata Myanmarului a decretat stare de urgență pe o perioadă de un an și a anunțat că puterea a fost predată comandantului-șef al forțelor armate, Min Aung Hlaing.
La 3 februarie 2021, Myint a fost acuzat pentru încălcarea regulilor campaniei și restricțiilor COVID-19 în conformitate cu secțiunea 25 din Legea privind gestionarea dezastrelor naturale. Suu Kyi a fost acuzată pentru încălcarea legilor de urgență COVID-19 și pentru importul și utilizarea ilegală de dispozitive radio și de comunicații, în special a șase dispozitive ICOM de către echipa sa de securitate și un walkie talkie, care sunt restricționate în Myanmar și au nevoie de autorizație de la agențiile militare înainte de achiziție. Ambii au fost arestați preventiv timp de două săptămâni.

## Context
Myanmar (fosta Birmanie) s-a confruntat cu instabilitatea politică de când și-a declarat independența față de Marea Britanie în 1948. Între 1958 și 1960, armata a format un guvern temporar provizoriu la cererea lui U Nu, primul ministru ales în mod democratic al țării, pentru a rezolva lupta politică. Militarii au restaurat voluntar guvernul civil după organizarea alegerilor generale birmaneze din 1960. După mai puțin de doi ani, armata a preluat puterea în urma loviturii de stat din 1962, ducând la 26 de ani de guvernare militară.
În 1988, în țară au izbucnit proteste la nivel național. Denumite Răscoala 8888, tulburările civile au fost declanșate de o administrare defectuoasă din punct de vedere economic, determinându-l pe Ne Win, conducătorul de facto al țării, să demisioneze. În septembrie 1988, liderii militari au format Consiliul de restaurare a legii și ordinii de stat (SLORC), care a preluat puterea. [10] Aung San Suu Kyi, fiica fondatorului modern al țării Aung San, a devenit o activistă pro-democrație remarcabilă în această perioadă. În 1990, alegerile libere permise de militari au dus la o victorie importantă pentru partidul lui Suu Kyi. Cu toate acestea, armata a refuzat să cedeze puterea și a pus-o sub arest la domiciliu.
Armata a rămas la putere încă 22 de ani până în 2011, ca urmare a Foii de parcurs către o democrație disciplinată înfloritoare, în timpul căreia a fost elaborată Constituția din Myanmar din 2008. Între 2011 și 2015, a început o încercare de tranziție democratică, iar alegerile organizate în 2015 au dus la victoria partidului lui Suu Kyi, Liga Națională pentru Democrație. Cu toate acestea, armata a păstrat o putere substanțială, inclusiv dreptul de a numi un sfert din membrii parlamentului.
Lovitura de stat din 2021 a avut loc după alegerile generale din 8 noiembrie 2020, în care Liga Națională pentru Democrație a câștigat 396 din 476 de locuri în parlament, o marjă și mai mare de victorie comparativ cu cea din alegerile din 2015. Partidul apropiat de armată, Partidul pentru Solidaritate și Dezvoltare al Uniunii, obținând doar 33 de locuri.
Armata a contestat rezultatele, susținând că votul a fost fraudulos. Despre o lovitură de stat se zvonea de câteva zile, determinând declarații de îngrijorare din partea puterilor occidentale, cum ar fi Franța și Statele Unite.

## Evenimentele
Purtătorul de cuvânt al LND, Myo Nyunt, a declarat că Suu Kyi, Win Myint, Han Tha Myint și alți lideri ai partidului au fost „luați” într-un raid dimineața devreme. Nyunt a adăugat că se așteaptă să fie și el reținut în scurt timp. Numeroase canale de comunicații au încetat să funcționeze - liniile telefonice către capitala Naypyidaw au fost întrerupte, MRTV administrată de stat a anunțat că nu poate transmite din cauza „problemelor tehnice” și au fost raportate întreruperi de internet pe scară largă de la 3 dimineața.Toate băncile membre din cadrul Asociației bancare din Myanmar și-au suspendat serviciile financiare.
Aproximativ 400 de parlamentari aleși  (deputați) au fost plasați în arest la domiciliu, într-un complex de locuințe guvernamentale îngrădit din Naypyidaw. În urma loviturii de stat, NLD a aranjat ca parlamentarii să rămână găzduiți în complex până la 6 februarie. Utilizatorii rețelelor sociale au început să solicite parlamentarilor să convoace o sesiune parlamentară într-o pensiune guvernamentală, deoarece grupul a îndeplinit cerințele de cvorum ale Constituției. Ca răspuns, armata a emis un alt ordin, oferind parlamentarilor 24 de ore să părăsească sediul pensiunii. La 4 februarie, 70 de deputați NLD au depus jurământul, ca sfidare a loviturii de stat.
În timpul loviturii de stat, soldații au reținut, de asemenea, mai mulți călugări budiști care au condus Revoluția de Șofran din 2007, inclusiv pe Myawaddy Sayadaw și Shwe Nyar War Sayadaw, critici puternici ai armatei. Lideri activiști ai revoltei 8888, inclusiv Mya Aye, au fost de asemenea arestați. Începând cu 4 februarie, Asociația de asistență pentru deținuții politici a identificat 133 de funcționari și parlamentari și 14 activiști ai societății civile reținuți de către militari ca urmare a loviturii de stat.
Ulterior, armata a anunțat la Myawaddy TV, controlată de militari, că a preluat controlul asupra țării timp de un an. O declarație semnată de președintele în exercițiu Myint Swe a declarat că responsabilitatea pentru „legislație, administrație și justiție” a fost transferată către Min Aung Hlaing. A fost convocat Consiliul Național de Apărare și Securitate - prezidat de președintele în exercițiu Myint Swe și la care au participat oficiali militari importanți - în urma căruia a fost emisă o declarație de către militari prin care s-a anunțat că vor avea loc noi alegeri și că puterea va fi transferată numai după ce acestea se vor încheia.
Soldații au fost văzuți în Naypyidaw și în cel mai mare oraș, Yangon.Ulterior, armata a anunțat la Myawaddy TV, controlată de aceasta, că a preluat controlul asupra țării timp de un an. O declarație semnată de președintele interimar Myint Swe a anunțat că responsabilitatea pentru „legislație, administrație și justiție” a fost transferată către Min Aung Hlaing. A fost convocat Consiliul Național de Apărare și Securitate - prezidat de președintele în exercițiu Myint Swe și la care au participat ofițeri militari importanți - în urma căruia a fost emisă o declarație de către militari prin care se anunța că vor avea loc noi alegeri și că puterea va fi transferată numai după ce acestea vor fi încheiate. Militarii au anunțat, de asemenea, înlăturarea a 24 de miniștri și deputați, pentru care au fost numiți 11 înlocuitori.

## Reacții

### Intern

#### Proteste
Eforturi de rezistență civilă au apărut în țară, în opoziție cu lovitura de stat, sub numeroase forme, inclusiv acte de nesupunere civilă, greve, o campanie de boicot militar, o campanie cu panglică roșie, proteste publice și recunoaștere formală a rezultatelor alegerilor de către reprezentanții aleși. Salutul cu trei degete a fost adoptat pe scară largă ca simbol de protest, în timp ce internauții s-au alăturat Milk Tea Alliance, o mișcare de solidaritate democratică online din Asia. „Kabar Makyay Bu”, un cântec care a fost popularizat pentru prima dată ca imn al Răscoalei 8888, a fost revitalizat de mișcarea de nesupunere civilă drept cântec de protest.
De la debutul loviturii de stat, locuitorii din centrele urbane precum Yangon au organizat cacerolazos, lovind oale și tigăi la unison în fiecare seară, un act simbolic pentru a alunga răul, ca metodă de exprimare a opoziției lor față de lovitura de stat.
La 2 februarie, lucrătorii din domeniul sănătății și funcționarii publici din toată țara au lansat o campanie națională de nesupunere civilă, contra loviturii de stat, muncitori din zeci de spitale și instituții administrate de stat inițiind o grevă a muncii. Un grup de campanii de pe Facebook, numit „Mișcarea de nesupunere civilă”, a atras 170.000 de adepți, de la lansarea sa inițială pe 2 februarie. Grevele s-au răspândit în alte instituții publice, inclusiv în ministere și universități la nivel sindical, precum și în firme private sau în fabrici și mine de cupru, în rândul studenților și al grupurilor de tineri.
La 3 februarie, lucrătorii din domeniul sănătății au lansat campania cu panglică roșie, culoarea roșie fiind asociată cu NLD. Panglica roșie a fost adoptată de funcționarii publici și lucrătorii din Myanmar ca simbol al opoziției față de regimul militar.
La 3 februarie, a apărut și o mișcare de boicot intern numită campania „Nu mai cumpărați din magazinele juntei”, care solicita boicotarea produselor și serviciilor legate de armata Myanmarului. Printre bunurile și serviciile vizate din portofoliul important de afaceri al armatei birmane se numără Mytel, un operator de telecomunicații național, Myanmar, Mandalay și Dagon Beer, mai multe mărci de cafea și ceai, 7th Sense Creation, care a fost co-fondată de fiica lui Min Aung Hlaing, și liniile de autobuz.

### Internațional
Mai multe țări, inclusiv Bangladesh, China, India, Indonezia, Japonia, Malaezia, Pakistan, Coreea de Sud și Singapore și-au exprimat îngrijorarea ca răspuns la lovitura de stat, multe dintre ele încurajând dialogul între guvern și armată pentru a rezolva problema. Australia, Noua Zeelandă, Spania, Turcia, Regatul Unit și Statele Unite au condamnat lovitura de stat și au solicitat eliberarea oficialilor reținuți; Casa Albă a amenințat, de asemenea, că va impune sancțiuni împotriva autorilor loviturii de stat. Președintele Joe Biden a denunțat lovitura de stat ca fiind un „atac direct asupra tranziției țării la democrație și asupra statului de drept” și a spus că lovitura de stat „va necesita o revizuire imediată a legilor noastre de sancționare, urmată de acțiuni adecvate.”  Cambodgia, Filipine și Thailanda au refuzat în mod explicit să susțină una din părți, caracterizând lovitura de stat ca pe o problemă internă.
Organizațiile interguvernamentale, inclusiv Organizația Națiunilor Unite, ASEAN și Uniunea Europeană și-au exprimat îngrijorarea și au solicitat dialogul ambelor părți. Pe lângă îngrijorare, Uniunea Europeană a condamnat și lovitura de stat și a cerut eliberarea celor reținuți.
Ca răspuns la lovitura de stat, Consiliul de Securitate al ONU a organizat o reuniune de urgență, în care a fost propusă o rezoluție elaborată de Marea Britanie prin care se cerea „restabilirea democrației” în Myanmar, condamnând acțiunea armatei Myanmar și solicitând eliberarea deținuților. Declarația nu a fost emisă din cauza eșecului de a obține sprijin din partea tuturor celor 15 membri ai consiliului; se pare că diplomații din China și Rusia ar trebui să transmită proiectul guvernelor lor pentru verificare. China și Rusia, ca membri permanenți ai consiliului și, prin urmare, având puterea de veto, au refuzat să susțină declarația. India și Vietnam, doi membri nepermanenți, au „exprimat, de asemenea, rezerve” cu privire la rezoluție.